# Stazione di Villa Poma
La stazione di Villa Poma è stata una fermata ferroviaria posta lungo alla ferrovia Bologna-Verona. Serviva il comune di Villa Poma.

## Storia
La fermata venne soppressa nel 1950.